# A Celebration in Song

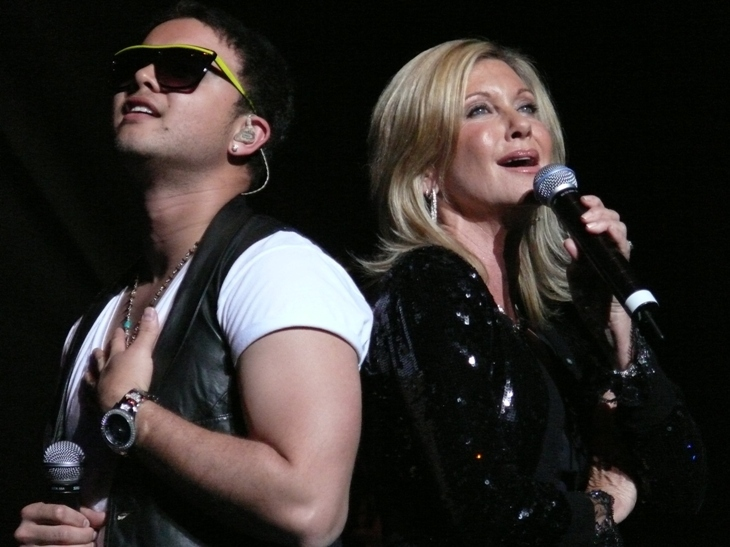
Olivia Newton-John és Guy Sebastian az albumot bemutató Sydney-i koncerten

A Celebration in Song Olivia Newton-John 2008-ban megjelent duettalbuma, melyen Olivia mellett számos, főként ausztrál zenésztársa is közreműködik. Az album bevételével Olivia előreláthatólag 2012-ben megnyiló rákkezelő központjának az építését támogatták.

## Az album előzményei és készítése
Húsz évvel nemzetközi karrierjének kezdete után, 1992 nyarán, a mindig egészségesen, káros szenvedélyek nélkül élő Olivia Newton-John gyanús tüneteket észlelt magán, majd a kivizsgálás során mellrákot állapítottak meg nála. A diagnózist ugyanazon a napon tudta meg, amikor édesapja, Brinley Newton-John rákbetegségben meghalt. Olivia műtét és több hónapnyi kemoterápia után sikeresen felépült a betegségből, ezután a zene és filmek mellett a mellrák elleni felvilágosító kampányok egyik fő szervezője lett.
Hamarosan egy nagyszabású terv született meg, Ausztrália legmodernebb, a nyugati, keleti és alternatív orvoslás összes lehetséges vívmányát felhasználó rákkezelő központ az Olivia Newton-John Cancer and Wellness Centre létrehozása a Melbourne egyik külvárosában található Austini Kórház területén. Az építéshez szükséges pénzt adakozások és kampányok során gyűjtötték össze. A gyüjtőakció egyik állomása során Oliva több, rákból felgyógyult ismert személyiség kíséretében több száz kilométeres sétát tett a kínai nagy falon, ez volt a Great Walk of Beijing. A séta eszmei mondanivalója szerint a rákból való gyógyulás a sétához hasonlóan hatalmas út, melyet lépésenként, sokszor kínok közepette kell megtenni.
A séta kapcsán került üzletekbe Olivia új lemeze, az A Celebration in Song, melyen részben rákból felgyógyult művészekkel énekel duetteket. Az album teljes nyereségével a rákkezelő központ építését támogatták, dalait a Sydney-i State Theater színházban adománygyüjtő gálaest és koncert során mutatták be 2008. szeptember 30-án. Az album 2011-ben ismét kiadásra került új borítóval, a Green Hill Music kiadásában.

## Az album dalai
- Right Here With You (Olivia és Delta Goodrem)
- Find A Little Faith (Olivia és Cliff Richard)
- Courageous (Olivia és Melinda Schneider)
- The Heart Knows (Olivia és Barry Gibb)
- Everything Love Is (Olivia és Jimmy Barnes)
- Isn't It Amazing (Olivia és Sun Ho)
- Never Far Away (Olivia és Richard Marx)
- Sunburned Country (Olivia és Keith Urban)
- Reckless (Olivia és John Farrar)
- Angel in the Wings (Olivia és Jann Arden)
- The Water is Wide (Olivia, Amy Sky, Ryan Dan)
- Beautiful Thing (Belinda Emmett)

## Borítóváltozatok
Az ausztrál kiadás egy vörös ausztrál sivatagot ábrázoló grafikával, az európai kiadás Oliviát rózsaszínű ruhában ábrázoló fotóval jelent meg.
A 2010-es kiadás fehér ruhás fotóval készült.

## Kiadások
- EMI Records 5-09992-27274-2-8 (Németország, 2008. augusztus 1)
- Warner Music (Ausztrália, 2008. június 3)
- Capitol Records
- Spring Hill Records (USA, Kanada, 2011. január 25)